# Локшинский сельсовет
Локши́нский сельсове́т — муниципальное образование (сельское поселение) в Ужурском районе Красноярского края.
Административный центр поселения — село Локшино.

## География
Локшинский сельсовет находится южнее Ачинска, на юго-западе Красноярского края, севернее районного центра.

## История
Локшинский сельсовет наделён статусом сельского поселения в 2005 году.

## Население
| 2010 | 2012  | 2013  | 2014  | 2015  | 2016  | 2017  |
| ---- | ----- | ----- | ----- | ----- | ----- | ----- |
| 1468 | ↘1432 | ↘1403 | ↘1357 | ↘1341 | ↘1312 | ↘1286 |

Гендерный состав
По данным Всероссийской переписи населения 2010 года 8 мужчин и 750 женщин из 1468 чел.

## Состав сельского поселения
В состав сельского поселения входят 5 населённых пунктов:
| № | Населённый пункт | Тип населённого пункта       | Население |
| - | ---------------- | ---------------------------- | --------- |
| 1 | Ашпан            | село                         | 298       |
| 2 | Баит             | деревня                      | 101       |
| 3 | Корнилово        | деревня                      | 236       |
| 4 | Красное Озеро    | деревня                      | 103       |
| 5 | Локшино          | село, административный центр | 730       |

28 сентября 1995 года Законом № 7-179 в состав сельсовета были переданы населённые пункты упразднённого Ашпанского сельсовета.